# Crotalaria stolzii
Crotalaria stolzii är en ärtväxtart som först beskrevs av Baker f., och fick sitt nu gällande namn av Roger Marcus Polhill. Crotalaria stolzii ingår i släktet sunnhampor, och familjen ärtväxter. Inga underarter finns listade i Catalogue of Life.